# Клейстерс, Лей
Ле́о А́льберт Йо́зеф (Лей) Кле́йстерс (нидерл. Leo Albert Jozef "Lei" Clijsters, 9 ноября 1956 года, Опиттер, Бельгия — 4 января 2009 года, Грёйтроде, Бельгия) — бельгийский футболист, центральный защитник. Наибольших успехов добился в составе «Мехелена», с которым он завоевал Кубок обладателей кубков и Суперкубок УЕФА. Также выступал за национальную сборную, отец теннисисток Ким и Элке Клейстерс.

## Клубная карьера
Клейстерс начал карьеру в родном городке в местном клубе «Опиттер». Затем он перешёл в «Брюгге», но после двух неудачных сезонов покинул клуб. В то время Клейстерс играл на позиции полузащитника.
Затем выступал за «Патро Эйсден», «Тонгерен», «Тор Ватерсхей», «Мехелен» и Льеж. В составе «Мехелена» в 1987 году он завоевал Кубок Бельгии, а в следующем сезоне — Кубок обладателей кубков и Суперкубок. А в сезоне 1988-89 Клейстерс стал чемпионом страны. По окончании сезона получил «Золотую бутсу» как наиболее ценный игрок чемпионата. Закончил профессиональную карьеру в «Льеже» в возрасте 37 лет.
В следующем сезоне начал карьеру тренера, возглавив «Патро Эйсден», затем руководил «Гентом», «Ломмелем» (июль — декабрь 1998 года), «Дистом» (дважды: в 1999—2000 и ноябрь 2000 — июль 2001) и «Мехеленом» (июль — ноябрь 2000).
Затем стал менеджером своей дочери Ким. После её ухода из профессионального тура Клейстерс в октябре 2007 года возглавил клуб третьего дивизиона «Тонгерен», за который он когда-то играл. Ушёл в отставку в январе 2008 года после того, как семья объявила о том, что он страдает от серьёзной болезни. Детали не сообщались, но в феврале в бельгийской прессе появилась информация, что это была меланома, давшая метастазы, а лечение не давало эффекта.
Менее чем через год, 4 января 2009 года, Клейстерс скончался в возрасте 52 лет. После его смерти ряд бельгийских газет распространил информацию, что у него был рецидив меланомы, которая дала метастазы в лёгкие и другие органы спустя 25 лет после первого проявления.

## Карьера в сборной
Клейстерс сыграл в 40 матчах за национальную сборную, в том числе на Чемпионате Европы 1984 года, чемпионатах мира 1986 и 1990 года.
В 1986 году Бельгия дошла до полуфинала, а Клейстерс сыграл в двух матчах (вышел на замену в групповом матче против Ирака 2:1 и в матче 1/8 финала против СССР 4:3).
В 1990 году Клейстерс сыграл против Южной Кореи (2:0), Уругвая (3:1, забил красивый мяч головой, но был заменён в перерыве) и Англии (поражение 0:1 в дополнительное время).

## Достижения
- Обладатель Кубка Бельгии — 1986/87
- Чемпион Бельгии — 1988/89
- Обладатель Кубка Кубков — 1987/88
- Обладатель Суперкубка УЕФА — 1988